# Stokesosaurus
Stokesosaurus („Stokesův ještěr") byl vývojově primitivní tyranosauroid (teropodní dinosaurus), který žil na území dnešního Utahu a Velké Británie v období svrchní jury (asi před 150 miliony let). Byl pojmenován podle utažského geologa Williama Lee Stokese.

## Tělesné rozměry
Šlo o poměrně malého dinosaura, dosahujícího délky asi 2,5 metru a hmotnosti kolem 60 kilogramů. Podle jiných odhadů mohl být tento teropod dlouhý asi 4 metry a dosahovat hmotnosti několika stovek kilogramů.

## Taxonomie
Typový druh S. clevelandi byl popsán Madsenem v roce 1974. V roce 2008 pak popsal Roger Benson další druh S. langhami z britského Dorsetu (ten byl v roce 2012 překlasifikován jako samostatný rod "Juratyrant"). Je možné, že Stokesosaurus byl stejným druhem dinosaura jako Tanycolagreus.

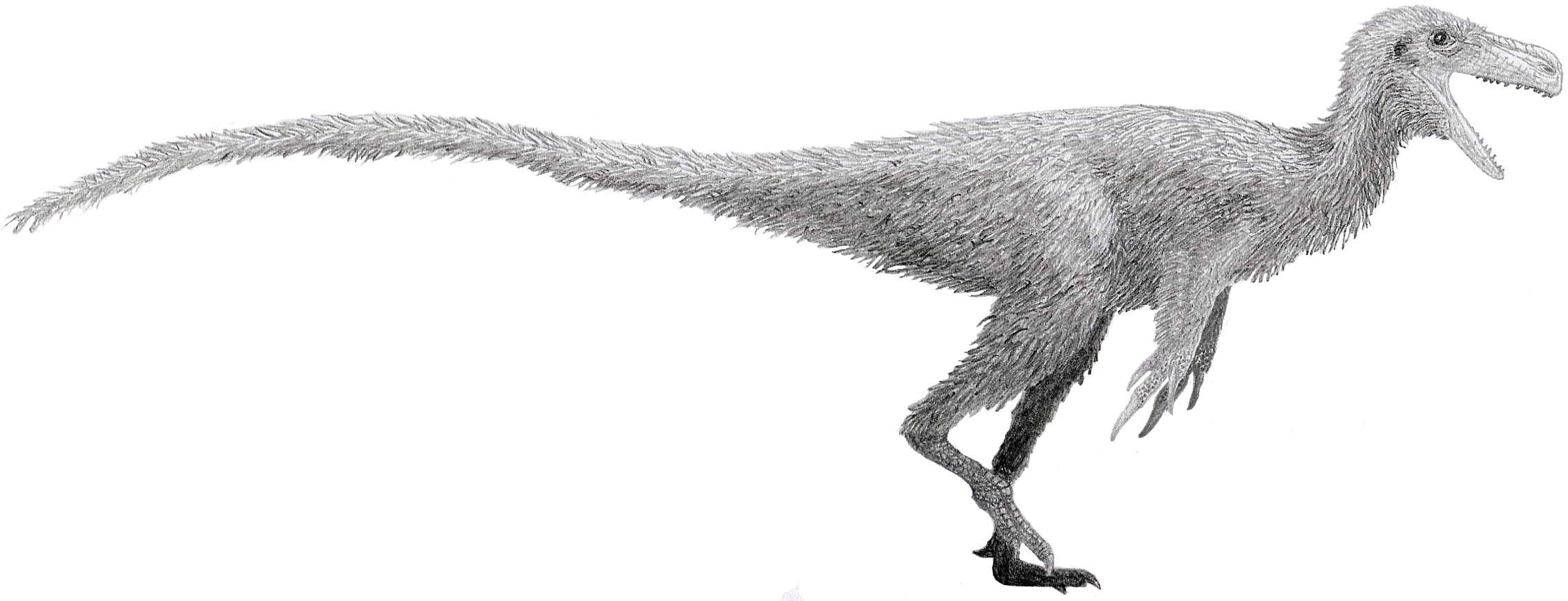
Stokesosaurus (přibližný vzhled).